# Menodora scabra
Menodora scabra är en syrenväxtart som beskrevs av Asa Gray. Menodora scabra ingår i släktet Menodora och familjen syrenväxter. Utöver nominatformen finns också underarten M. s. scabra.

## Bildgalleri

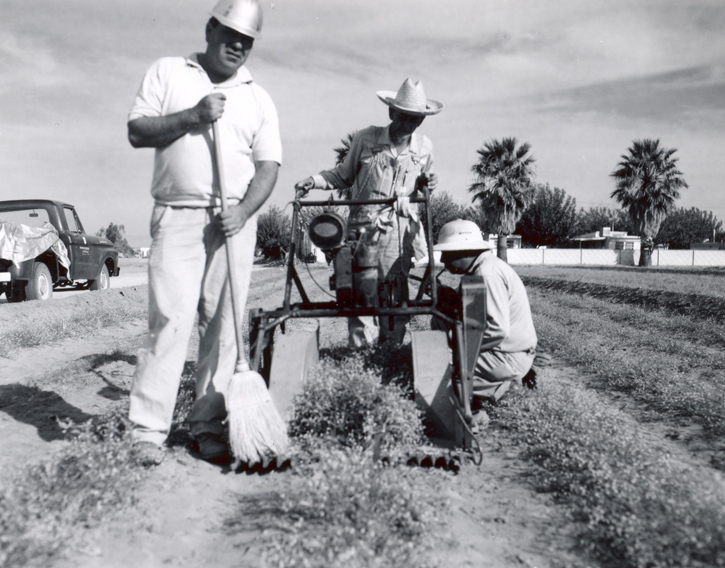